# Mistrzostwa Świata w Piłce Siatkowej Kobiet 2002 (eliminacje strefy CAVB)
Afrykańskie kwalifikacje do Mistrzostw Świata w Siatkówce Kobiet 2002 odbyły się w okresie od 13 lipca do 15 lipca oraz od 3 sierpnia do 5 sierpnia 2001 roku. Drużyny uczestniczące w tych kwalifikacjach zostały podzielone na dwie grupy. W pierwszej grupie cztery drużyny, w drugiej grupie trzy drużyny rozgrywały mecze systemem każdy z każdym. Do turnieju głównego Mistrzostw Świata awansowali zwycięzcy grup. Mecze rozgrywano w dwóch miastach: Nairobi (Kenia), Kair (Egipt).

## Zwycięzcy kwalifikacji
Kenia  -  zwycięzca grupy A
 Egipt   -  zwycięzca grupy B

## Runda zasadnicza

### Grupa A
Miejsce rozgrywek: Nairobi (Kenia)
Tabela
| Poz. | Reprezentacja | Pkt | Mecze | Mecze | Mecze | Sety | Sety | Sety  | Małe punkty | Małe punkty | Małe punkty |
| Poz. | Reprezentacja | Pkt | M     | Z     | P     | wyg. | prz. | ratio | zdob.       | str.        | ratio       |
| ---- | ------------- | --- | ----- | ----- | ----- | ---- | ---- | ----- | ----------- | ----------- | ----------- |
| 1    | Kenia         | 6   | 3     | 3     | 0     | 9    | 0    | MAX   | 228         | 131         | 1,740       |
| 2    | Tunezja       | 5   | 3     | 2     | 1     | 6    | 3    | 2,000 | 222         | 155         | 1,432       |
| 3    | Kamerun       | 4   | 3     | 1     | 2     | 3    | 6    | 0,500 | 169         | 177         | 0,955       |
| 4    | Namibia       | 3   | 3     | 0     | 3     | 0    | 9    | 0,000 | 69          | 225         | 0,307       |

| awans do MŚ 2002 |

Legenda: Poz. - pozycja, Pkt - liczba punktów, M - liczba meczów, Z - mecze wygrane, P - mecze przegrane, wyg. - sety wygrane, prz. - sety przegrane, zdob. - małe punkty zdobyte, str. - małe punkty stracone
Wyniki
| 13 lipca 2001 |

|  | Tunezja | 3:0(25:15, 25:14, 25:22) | Kamerun |  |
|  |         | 3:0(25:15, 25:14, 25:22) |         |  |

|  | Kenia | 3:0(25:5, 25:4, 25:7) | Namibia |  |
|  |       | 3:0(25:5, 25:4, 25:7) |         |  |

| 14 lipca 2001 |

|  | Namibia | 0:3(8:25, 3:25, 15:25) | Tunezja |  |
|  |         | 0:3(8:25, 3:25, 15:25) |         |  |

|  | Kamerun | 0:3(15:25, 14:25, 14:25) | Kenia |  |
|  |         | 0:3(15:25, 14:25, 14:25) |       |  |

| 15 lipca 2001 |

|  | Namibia | 0:3(5:25, 12:25, 10:25) | Kamerun |  |
|  |         | 0:3(5:25, 12:25, 10:25) |         |  |

|  | Kenia | 3:0(25:23, 28:26, 25:23) | Tunezja |  |
|  |       | 3:0(25:23, 28:26, 25:23) |         |  |

### Grupa B
Miejsce rozgrywek: Kair (Egipt)
Tabela
| Poz. | Reprezentacja | Pkt | Mecze | Mecze | Mecze | Sety | Sety | Sety  | Małe punkty | Małe punkty | Małe punkty |
| Poz. | Reprezentacja | Pkt | M     | Z     | P     | wyg. | prz. | ratio | zdob.       | str.        | ratio       |
| ---- | ------------- | --- | ----- | ----- | ----- | ---- | ---- | ----- | ----------- | ----------- | ----------- |
| 1    | Egipt         | 4   | 2     | 2     | 0     | 6    | 2    | 3,000 | 189         | 170         | 1,112       |
| 2    | Nigeria       | 3   | 2     | 1     | 1     | 4    | 5    | 0,800 | 187         | 179         | 1,045       |
| 3    | Maroko        | 2   | 2     | 0     | 2     | 3    | 6    | 0,500 | 175         | 202         | 0,866       |

| awans do MŚ 2002 |

Legenda: Poz. - pozycja, Pkt - liczba punktów, M - liczba meczów, Z - mecze wygrane, P - mecze przegrane, wyg. - sety wygrane, prz. - sety przegrane, zdob. - małe punkty zdobyte, str. - małe punkty stracone
Wyniki
| 3 sierpnia 2001 |

|  | Egipt | 3:1(19:25, 28:26, 25:18, 25:19) | Maroko |  |
|  |       | 3:1(19:25, 28:26, 25:18, 25:19) |        |  |

| 4 sierpnia 2001 |

|  | Maroko | 2:3(25:21, 16:25, 25:19, 12:25, 9:15) | Nigeria |  |
|  |        | 2:3(25:21, 16:25, 25:19, 12:25, 9:15) |         |  |

| 5 sierpnia 2001 |

|  | Egipt | 3:1(17:25, 25:23, 25:21, 25:13) | Nigeria |  |
|  |       | 3:1(17:25, 25:23, 25:21, 25:13) |         |  |